# Goin' Crazy
"Goin' Crazy" é um single promocional do álbum da cantora americana Ashley Tisdale, Headstrong, de 2007. Só foi lançado na Rádio Disney e foi provado um sucesso.

## Versões
- Goin' Crazy  (Album version)
- Goin' Crazy  (Karaoke version)
- Goin'n Crazy (Dj Phredee remix)
- All eyes on You (Original version by Sandy Mölling)